# Liste der Bodendenkmale in Neustadt in Sachsen
In der Liste der Bodendenkmale in Neustadt in Sachsen sind die Bodendenkmale der Stadt Neustadt in Sachsen und ihrer Ortsteile nach dem Stand der Auflistung von Harald Quietzsch und Heinz Jacob aus dem Jahr 1982 aufgelistet. Eventuelle Änderungen und Ergänzungen, insbesondere aus der Zeit nach der Wende, sind nicht berücksichtigt, da für Sachsen aktuell keine neueren allgemein zugänglichen Bodendenkmallisten vorliegen. Die Baudenkmale sind in der Liste der Kulturdenkmale in Neustadt in Sachsen aufgeführt.
| Denkmal-ID | Fundart            | Ortsteil        | Bezeichnung | Zeitstellung    | Lage                                                                                     | Bemerkungen                                                                                               | Bild |
| ---------- | ------------------ | --------------- | ----------- | --------------- | ---------------------------------------------------------------------------------------- | --- | ---- |
| ?          | Befestigung > Burg | Langburkersdorf | Wasserburg  | Mittelalter     | westlicher Ortsteil, nordöstlicher Gutsbereich                                           | Rechteckgraben trockengelegt, Innenfläche durch Herrenhaus überbaut, Schutz seit 28. Februar 1972         |      |
| ?          | besonderer Stein   | Oberottendorf   | Steinkreuz  | Spätmittelalter | südöstlicher Ortsteil, südwestlich der Kirche an der Mauer des Pfarrgrundstücks          | Schwerteinzeichnung, Schutz seit 1. Dezember 1971                                                         |      |
| ?          | besonderer Stein   | Oberottendorf   | Steinkreuz  | Spätmittelalter | südöstlicher Ortsteil, nördliche Dorfzeile, an der Einfahrt des Grundstücks Alter Weg 29 | in zwei Teilen, Kopf und Arme verstümmelt, Schutz seit 1. Dezember 1971                                   |      |
| ?          | Befestigung > Burg | Polenz          | Wasserburg  | Mittelalter     | östlicher Ortsrand, östlicher Gutsbereich                                                | Durch abgebrochenes Herrenhaus überbaut, Wassergraben oberirdisch beseitigt, Schutz seit 28. Februar 1972 |      |